# 2-فلورو أمفيتامين

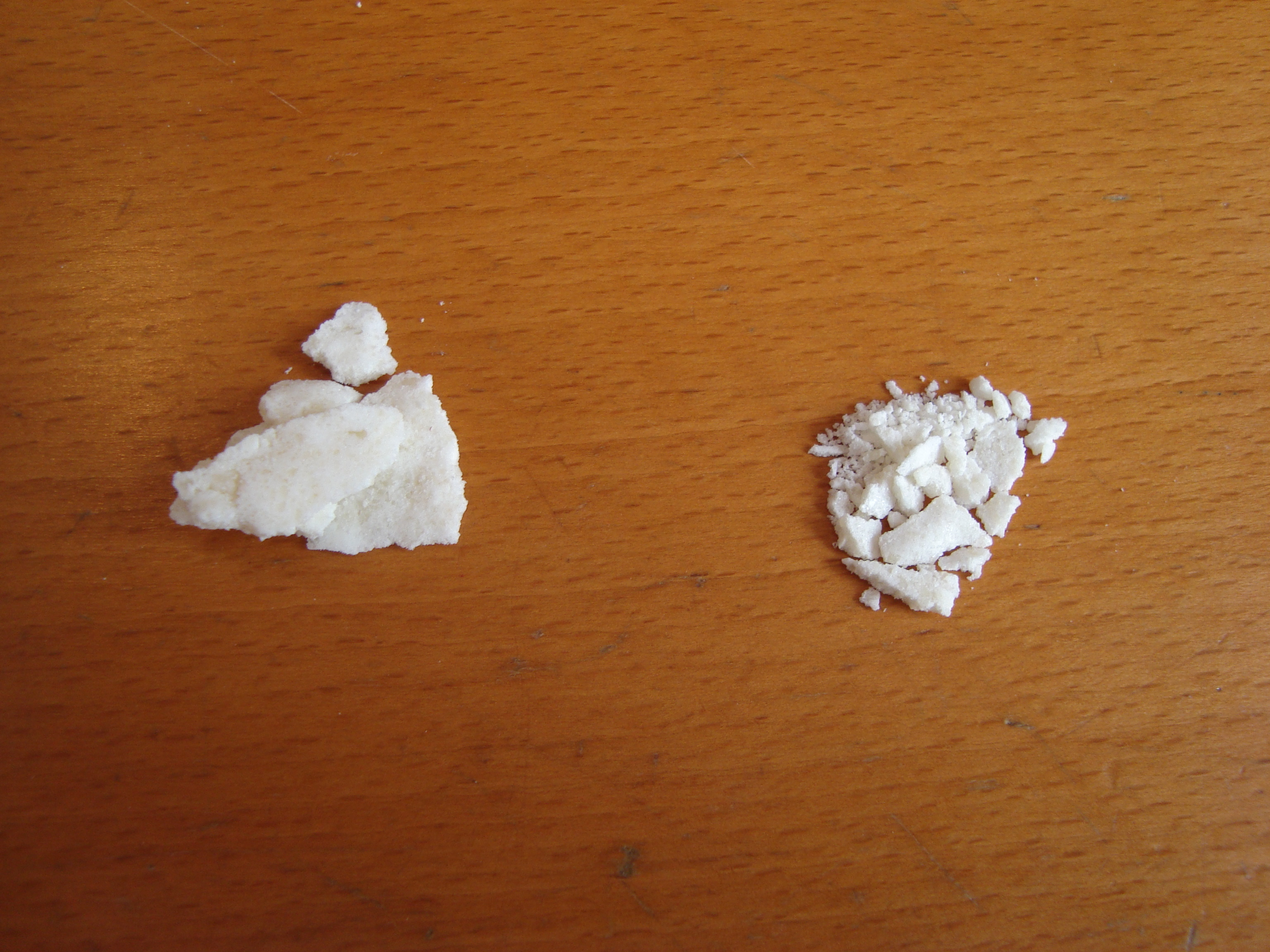
غرام واحد من 2-فلورو أمفيتامين.

2-فلور أمفيتامين (2-FA ، 2-فلوراموبروبان) هو مادة نفسية التأثير، منبه للجهاز العصبي المركزي. من حيث خصائصه الدوائية، فهو مطابق تقريبًا للأمفيتامين. مدة العمل 2-4 ساعات. 2-الفلور أمفيتامين أضعف بعدة مرات من الأمفيتامين، بسبب وجود ذرة الفلور في الصيغة الكيميائية. على الرغم من استمرار الآثار الجانبية عند نفس المستوى تقريبًا. يتم بيعه في المتاجر عبر الإنترنت كبديل قانوني للأمفيتامين، ولكنه في الواقع غير قانوني في معظم الدول.
عند تناول الدواء، يرتفع مستوى السكر في الدم و البول في غضون ساعة بعد الابتلاع يغير PH إلى حمضي قليلاً.

## الكيمياء الحيوية
أي حمض يتم توزيعه بسهولة في الجسم (على سبيل المثال، حمض الفوسوريك، وهو جزء من العديد من المشروبات الغازية) يضعف تأثير الدواء بشكل كبير. تعمل الأحماض في بعض الفواكه، مثل الكمثرى، وبدرجة أقل، الحمضيات، بطريقة مماثلة.